# Спањуло (Лече)
Спањуло (итал. Spagnulo) је насеље у Италији у округу Лече, региону Апулија.
Према процени из 2011. у насељу је живело 131 становника. Насеље се налази на надморској висини од 154 м.